# 盧卡里夫卡
50°33′45″N 25°49′40″E / 50.56250°N 25.82778°E
盧卡里夫卡（烏克蘭語：Лукарівка），是烏克蘭西北部的村莊，隸屬里夫內州的杜布諾區。該村始建於1549年，面積5.22平方公里，海拔高度196米，2001年人口117，人口密度每平方公里22.4人。